# Саргсян, Шант Мурадович
Шант Мурадович Саргсян (арм. Շանթ Սարգսյան; род. 27 января 2002, Ереван) — армянский шахматист, международный гроссмейстер (2019), призёр командного чемпионата Европы (2023).

## Биография
В 2018 году Саргсян выиграл чемпионат мира среди юношей в возрастной группе до 16 лет.
В 2019 году в Мумбаи он занял второе место на чемпионате мира среди юношей, а также на чемпионате мира среди юниоров в Нью-Дели.
Первую гроссмейстерскую норму Саргсян выполнил в январе 2018 года в финале 79-го чемпионата Армении, проходившего в Ереване (5½ очков из 10), вторую норму на индивидуальном чемпионате Европы, проходившем в Батуми в марте 2018 года (6 очков из 11), и третью норму на турнире «Аэрофлот Опен», проходившем в Москве в феврале 2019 года (4½ очка из 9). В июне 2019 года ФИДЕ официально присвоила ему звание международного гроссмейстера (GM).
В августе 2019 года Саргсян выиграл первую лигу 80-го чемпионата Армении по шахматам, проходившего в Ереване, набрав 11 очков из 13 возможных.
В декабре 2019 года разделил 1-е — 3-е места на фестивале в Гронингене (7 из 9, 2-е место по дополнительным показателям).
Высшая точка рейтинга ФИДЕ была достигнута в июле 2022 года: 2661.
В ноябре 2023 года выступал за сборную Армении на четвёртой доске на командном чемпионате Европы с результатом 4/7 (+2, −1, =4), команда Армении стала бронзовым призёром этого чемпионата.

## Изменения рейтинга
| Графики недоступны из-за технических проблем. См. информацию на Фабрикаторе и на mediawiki.org. |